# Vivarium Studio
Vivarium Studio es una compañía teatral fundada por Philippe Quesne en París, Francia en el 2003. Establecida con el propósito de innovar, la organización tiene pintores, actores, bailarines, músicos y animales que han creado e interpretado sus trabajos en teatros y festivales en varias partes del mundo. El guion y la dirección de estas obras han estado a cargo de Quesne, como parte de la tradición francesa avant-garde. Los conjuntos, movimientos y diálogos tienden a ser simples y escasos, con mensajes políticos y sociales sutiles y un enfoque en las pequeñas cosas de la vida.

## Fundación de Vivarium Studio
Philippe Quesne, artista francés, estableció en el año de 2003 en la ciudad de París el Vivarium Studio como un laboratorio para la innovación teatral, la cual incluía a pintores, actores, bailarines, músicos y animales. Quesne nació en París en el año 1970 y estudió artes visuales y diesño gráfico en L’École Estienne y diseño de escenografía en L’École des Arts Décoratifs de Paris. Ha creado varios diseños para ópera, conciertos, representaciones teatrales y exhibiciones de arte contemporánea, entre muchos otros proyectos.
La compañía ha desarrollado proyectos para galerías de arte, espacios urbanos, parques, jardines y bosques. En estos proyectos, se han tratado diversos temas con frecuente ironía. En éstos se utilizan diferentes recursos como las entrevistas, artículos, poemas, canciones y listas de palabras; junto con actores, sonidos, luces, videos y movimientos. Por lo general, los trabajos hacen referencias a diversas literaturas, ciencias, artes visuales, música, cine e historietas. Vivarium Studio es parte de la tradición de la vanguardia francesa que muchas veces tiene como objetivo burlarse de las ideas propuestas por la burguesía francesa. 
Mucho de su trabajo se centra en personajes inusuales representados en situaciones ridículas, quienes después cambian totalmente. Muchas de sus obras se enfocan a los pequeños aspectos de la vida. Quesne también emite en sus trabajos mensajes políticos y sociales relacionados al medio ambiente, aunque no de manera obvia.  Su punto de vista del ambiente por lo general se muestra en la escenografía, así como en una serie de libros de imágenes creados por él mismo, a los cuales nombró Conséquences. El discurso es mínimo,  el espectáculo es denunciado y la presencia es considerada como lo más importante. Existe también un uso consciente del silencio.

## Obras creadas por la compañía
Tanto individualmente, como en su papel de director de Vivarium,  Quesne ha creado y producido una gran cantidad de obras. Entre ellas destacan: la pieza multimedia llamada "La Comezón de las Alas" ("La Démangeaison des Ailes"); "Des Expériences" (2004), un proyecto en evolución situado en espacios tan diversos como una galería de arte, un bosque, un estanque y un tiradero; "D'Après Nature" (2006), "L'Effet de Serge" (2007), "La Mélancolie des Dragons" (2008), "Echantillons" (2008) y "Big Bang" (2010).
"L'Effet de Serge" es una tragedia representada en un escenario carente de elementos, sin gestos dramáticos ni diálogo abundante. La escenografía está compuesta por paredes vacías, una mesa de ping-pong, una alfombra, una televisión y puertas francesas que dejan ver un pequeño jardín. La obra habla tanto de la futilidad y el placer, como de la necesidad de las rutinas diarias. Gaëtan Vourc'h da vida al protagonista, al estilo Buster Keaton, que prepara pequeños espectáculos para sus amigos en su sala durante los sábados por la noche. La meta es mostrar la necesidad del impulso creativo que puede ser expresado de la forma más simple. Este proyecto fue patrocinado por Étant donnés, el Fondo Francoamericano para las Artes Visuales, un programa de FACE. "L'Effet de Serge" ganó un Premio Obie en el Festival Under the Radar de Nueva York.
En "La Mélancolie des Dragons", el escenario se enfoca en un Citroën donde se encuentran seis fanáticos del Heavy metal. La historia gira en torno a sus intentos de hacer su propia versión de un parque temático de Disney, como una crítica en contra del consumismo "barato". En "Echantillons," el escenario consiste principalmente en la ventana de una tienda departamental, donde los espectadores usan el botón del ratón de una iMac para dar comandos a los actores que se encuentran detrás del vidrio. El espectáculo "Big Bang" está basado en la teoría evolutiva, en esta obra, seis personas en una pequeña isla reescriben la historia mundial, después de una explosión masiva.

## Presentaciones
La compañía es apoyada principalmente por DRAC Île-de-France / the French Ministry of Cultural Affairs . Las obras de Vivarium han sido presentadas en teatros y festivales en Estados Unidos, Brasil, México, Alemania, Suecia y Polonia. Algunos de estos eventos han incluido al International Summer Festival Hamburg, La Ménagerie de Verre París, Festival d'Avignon, Hebbel am Ufer Berlín, Les Spectacles vivants – Centre Pompidou Paris, Kunstencentrum Vooruit Gante, Théâtre de l’Agora Scène nationale d’Evry et de l’Essone, Festival Baltoscandal Rakvere, Rotterdamse.  En México, el grupo ha participado en el Festival Internacional Cervantino . Vivarium tuvo una gira en Estados Unidos en el 2011, con el apoyo de Etant donnés: la Fundación Franco-Americana para las Artes Escénicas (The French-American Fund for the Performing Arts), un programa de la FACE (French American Cultural Exchange), el Germain Motor Company y Pella Window & Door .